# FT Bonito

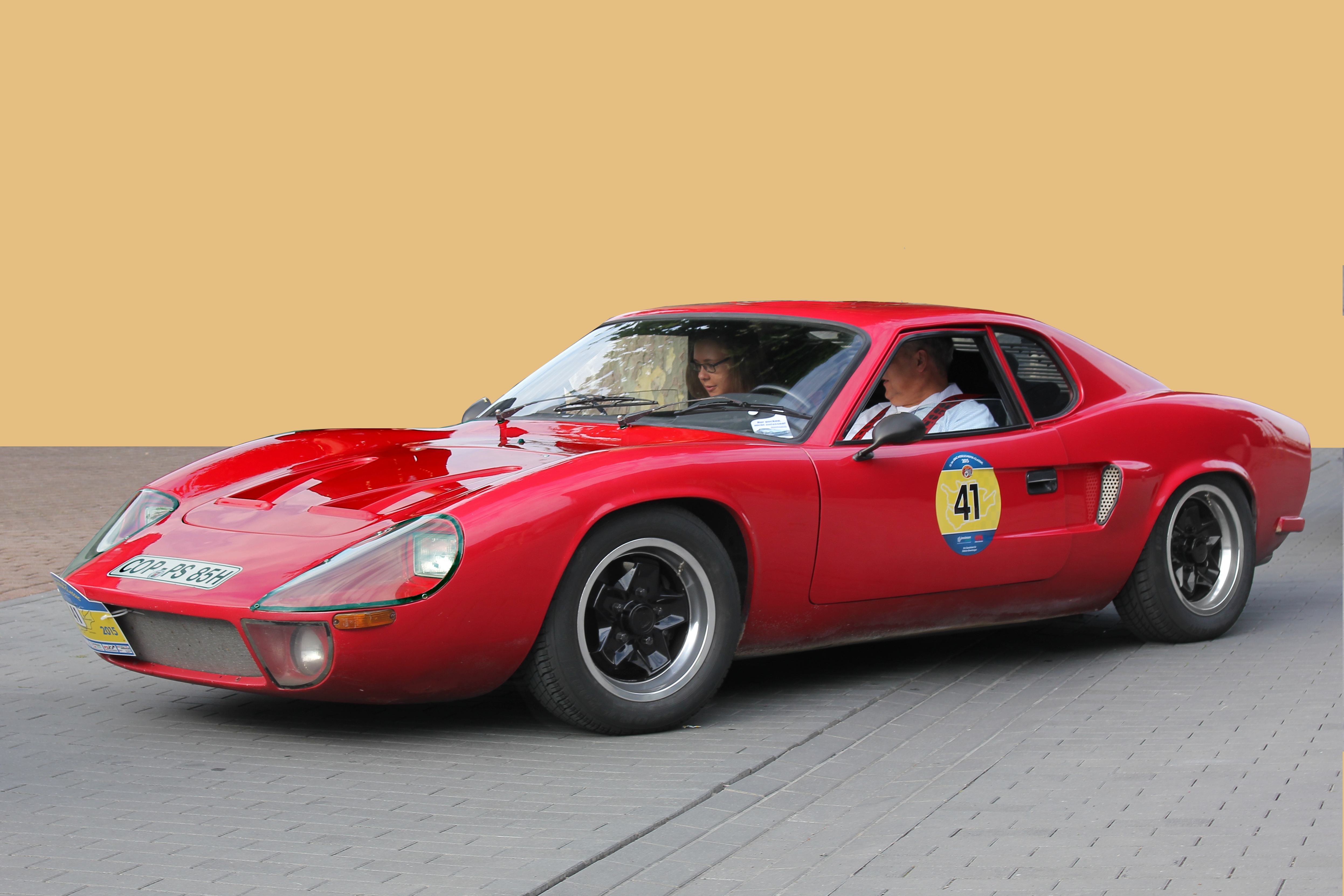
FT Bonito op W Kver (1967) basis

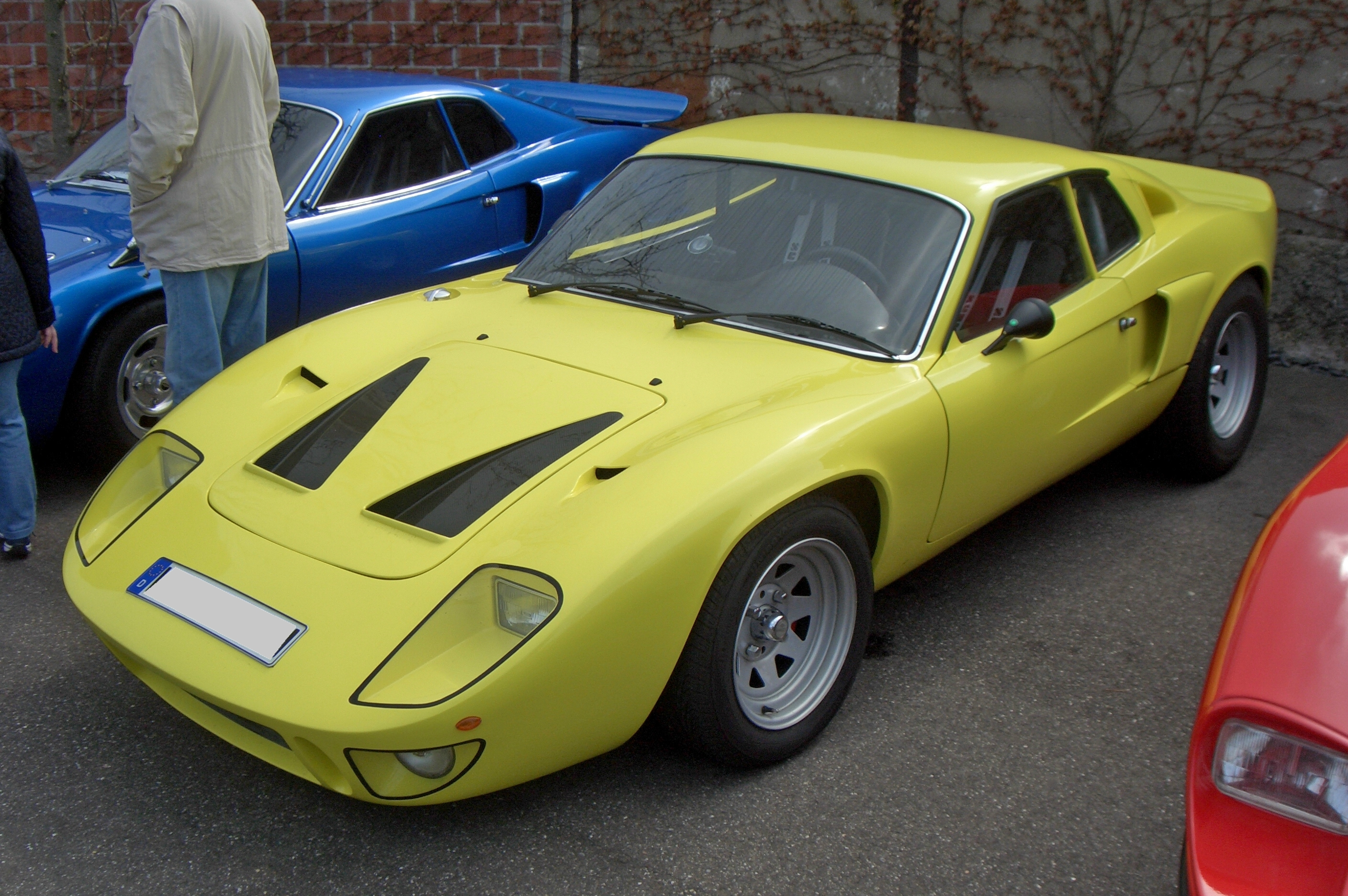
Drie Bonito's bijeen, in rood, geel en blauw

Een FT Bonito is een kitcar die eind jaren 60, begin jaren 70 op de markt verscheen. De letters FT staan voor Fiberfab Transformation, een Duitse firma die deze polyester body's maakte. De polyester body wordt bevestigd op het onderstel van een VW Kever. Samen met nog wat onderdelen van andere auto's kon men toentertijd een relatief low-budget sportauto bouwen. 
In Nederland bestaan nog ongeveer 100 van deze auto's waarvan er op dit moment nog ongeveer 20 een APK goedkeuring hebben.

## Externe links

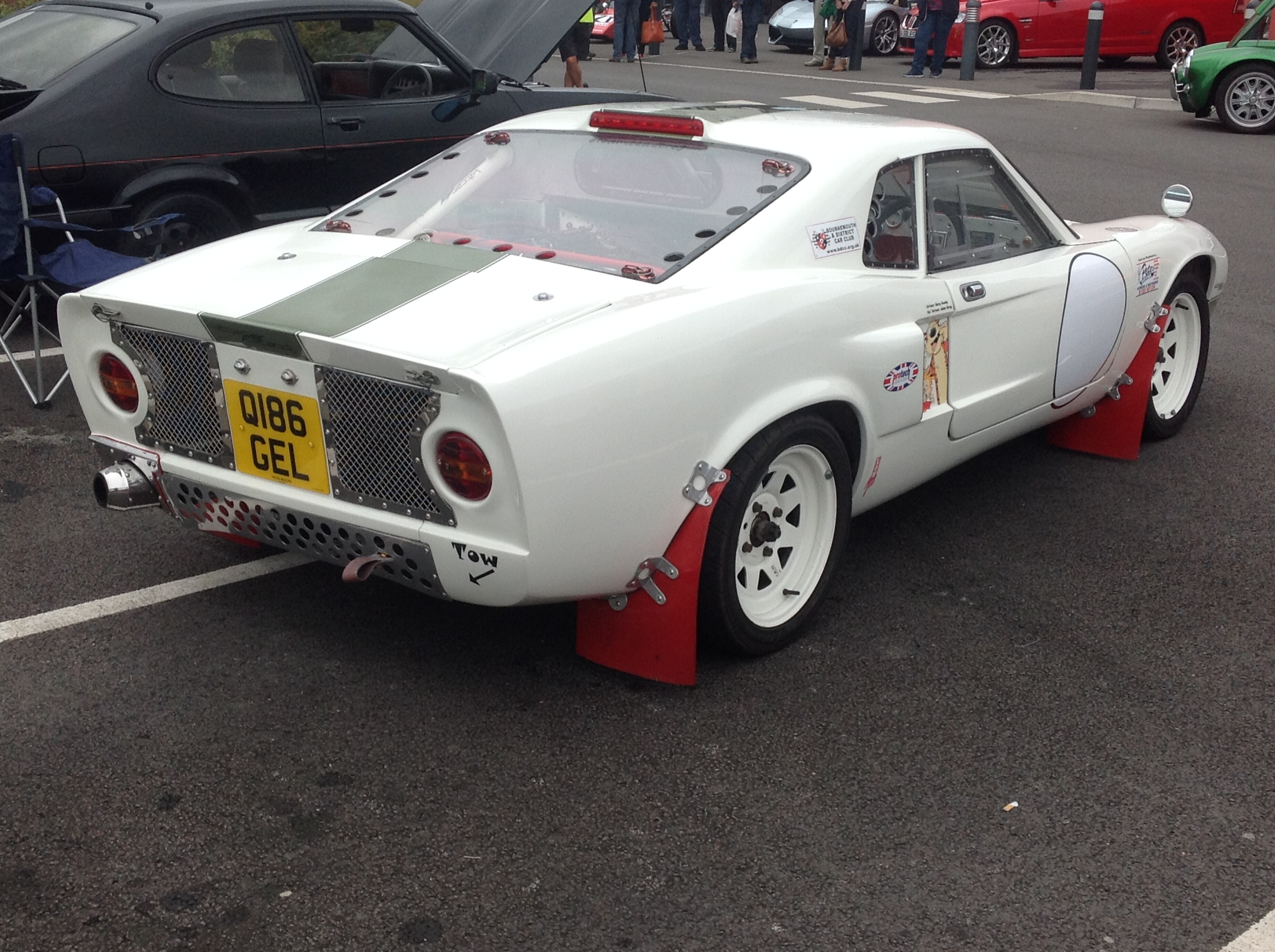
Bonito Special met VW Golf GTi 1800 16V motor (achterzijde)